# Галлони, Алессандра
Алессандра Галлони (итал. Alessandra Galloni, род. 1974 или 1973, Рим) — итальянская журналистка. Лауреат нескольких журналистских наград, в том числе Malcolm Forbes Award от зарубежного пресс-клуба США (OPC, 2003), Minard Editor Award (одной из наград Gerald Loeb Award) от Фонда Джеральда Леба (G. and R. Loeb Foundation) и Высшей школы управления имени Джона Андерсона при Калифорнийском университете в Лос-Анджелесе (2020).

## Биография
Родилась в Риме.
Окончила Гарвардский университет и магистратуру Лондонской школы экономики и политических наук.
С 2000 по 2013 году работала в The Wall Street Journal, сначала в качестве корреспондента, автора материалов об экономике и бизнесе в Лондоне, затем — политического и экономического корреспондента в Риме и Париже, а затем — главы бюро Южной Европы.
С 2013 по 2015 год работала редактором бюро Южной Европы новостного агентства Reuters. С 2015 по 2021 год работала главным редактором мировых новостей Reuters Global News в Лондоне.
В 2021 году назначена главным редактором Reuters и стала первой женщиной во главе этого новостного агентства за его 170-летнюю историю. Сменит Стивена Адлера, который  уходит в 2021 году на пенсию. Официально вступит в должность 19 апреля.
Соавтор электронной книги о папе Франциске «От края земли до Рима» (From the End of the Earth to Rome, 2013).